# Scopula ocellicincta
Scopula ocellicincta är en fjärilsart som beskrevs av W. Warren 1901. Scopula ocellicincta ingår i släktet Scopula och familjen mätare. Inga underarter finns listade.